# 郭禧
郭禧（?—?），字公房，颍川郡阳翟县（今河南省禹州市）人，一说扶沟人，东汉政治人物。

## 生平
郭禧从小学习法律典章，通儒学，老成持正，为名士。荐举为郎，征辟为博士，官至廷尉、太仆。汉灵帝建宁二年（169年）十一月，郭禧代刘宠任太尉。建宁三年（170年）四月，因日食，太尉郭禧卸任，闻人袭继任。

## 家族
郭禧祖上世代豪族，以法律传习子孙。祖父郭躬。
子郭鴻，官至司隸校尉，封城安鄉侯。